# Santa Susanna (Barcelona)
Santa Susanna is een gemeente en een toeristisch dorp ten westen van buurgemeente Malgrat de Mar in de provincie van Barcelona, Catalonië in Spanje. Santa Susanna heeft 3.323 inwoners (1 januari 2016) en heeft een oppervlakte van 13 km².
Het dorp ligt eigenlijk op een heuveltop en in de vlakte ervoor bevindt zich het toeristisch gedeelte, met hotels en andere accommodaties. Er is naast het strandtoerisme met z'n uitgestrekte promenade ook natuurtoerisme en cultuurtoerisme. De bezienswaardigheden zijn voornamelijk parken, torens, kerken en kapellen.

## Demografische ontwikkeling
Bron: INE, 1857-2011: volkstellingen